# Яхико (село)
Яхико (на японски: 弥彦村 Яхико-мура) е село в Япония, разположено в централната част на префектура Ниигата (община Нисикамбара).
Площта на селото е 25,16 км², население — 8669 човека (1 юни 2010), плътност на населението — 344,55 човека/км². В селото има светилище на планинското божество Яхико.